# 余效明
余效明（1954年4月—），江苏常州人。中国共产党党员。复旦大学政治经济学系工业经济专业毕业，东南大学哲学与科学系科学技术哲学专业在职研究生学历，哲学硕士。历任江苏省常州市财税局副局长，省审计局副局长，省审计厅副厅长、厅长，审计署驻广州特派办特派员等职。2004年7月升任中华人民共和国审计署副审计长。